# Produktlinienanalyse
Eine Produktlinienanalyse (PLA) ist eine Methode zur Abschätzung der ökologischen, ökonomischen und sozialen Wirkungen eines Produktes. Sie beurteilt ein Produkt hinsichtlich sämtlicher Auswirkungen der Rohstoffbeschaffung, seiner Herstellung, seiner Verarbeitung, seines Transports, seiner Verwendung und seines Recyclings oder seiner Entsorgung.
Von der Ökobilanz bzw. des Life Cycle Assessments (LCA) unterscheidet sich die Produktlinienanalyse dadurch, dass sich die LCA nur auf ökologische Gesichtspunkte bezieht. Insofern bezieht sich die Produktlinienanalyse auf alle drei Pfeiler des Drei-Säulen-Modells der Nachhaltigkeit, während sich die LCA auf die ökologische Säule beschränkt.
Zur Visualisierung einer Produktlinienanalyse wird entweder eine Mindmap oder eine Matrix erstellt. Die Matrix ist in die drei Großaspekte Umwelt, Wirtschaft und Gesellschaft aufgeteilt.